# Devianza (sociologia)
La devianza riguarda un comportamento, individuale o collettivo, definito socialmente (costruzione sociale) come tale all’interno di una società, che viola le norme di una collettività andando incontro a delle sanzioni di vario tipo: disapprovazione, strigmatizzazione condanna o discriminazione. Le società tendono a definire devianti le condotte che provocano biasimo e reazioni negative.
Il tema è studiato nell'ambito della sociologia della devianza.

## Descrizione

### Proprietà e fondamenti
Definiamo devianza ogni atto o comportamento di una persona o più che viola una data norma sociale e che conseguentemente va incontro a una sanzione. La sanzione può essere di due tipi: 
- sanzione esterna, inflitta dal sistema istituzionale, può essere a sua volta di diversi tipi (pecuniaria, penale, carceraria) a seconda del reato commesso e della norma violata;
- sanzione interna, che non è altro se non il giudizio della comunità nella quale la norma viene violata o la propria coscienza; talvolta è molto più efficace la paura del giudizio altrui che una sanzione a livello penale per dissuadere qualcuno a deviare a distorcere l'attuale condizione umana che viviamo noi oggi.

La devianza è uno dei campi della sociologia che presenta maggiori difficoltà nella fase di ricerca scientifica, dal momento che i reati ufficiali sono solo una piccola parte dei reati realmente commessi, quindi si avranno solo dati approssimativi e teorici di un fenomeno che non può essere studiato nella sua totalità (per esempio esistono i cosiddetti "reati senza vittima", come la prostituzione o il consumo di stupefacenti o il gioco d'azzardo, di cui non si conoscono con esattezza le statistiche e quindi la ricerca scientifica in questi casi potrà solamente formulare teorie approssimative).

### Devianza nel contesto socioculturale
Il sociologo francese Émile Durkheim sostiene che "Non bisogna dire che un atto urta la coscienza comune perché è criminale, ma è criminale perché urta la coscienza comune. Non lo biasimiamo perché è un reato, ma è un reato perché lo biasimiamo".
Tuttavia, bisogna tener conto del fatto che le risposte della collettività a uno stesso atto variano nello spazio e nel tempo: per questo motivo si parla di "relatività" dell'atto deviante rispetto a:
- contesto storico/politico/sociale
- ambito geografico
- situazione.

Si può essere devianti:
- per fini, come la pedofilia
- per mezzi, come la mafia
- per fini e mezzi, come il terrorismo.

In generale, un atto può essere considerato deviante in riferimento al contesto socioculturale in cui ha luogo ovvero può non esserlo in altri contesti nell'ottica di un relativismo etico-culturale e in linea di massima mutare con l'evolversi della società stessa.

## Teorie della criminalità
Esistono sette principali teorie, elaborate da studiosi, sociologi ed economisti, che esplicano perché alcune persone tendono a commettere atti devianti.
- Spiegazioni biologiche: tale teoria sostiene che la criminalità è legata a determinate caratteristiche fisiche di un individuo; uno dei primi studiosi di questa teoria, Cesare Lombroso, descrive il "delinquente nato" con una serie di peculiarità (testa piccola, sopracciglia folte ecc.);
- Teoria della tensione: elaborata da Émile Durkheim, spiega come la devianza sia indotta dall'anomia, ovvero la mancanza di norme sociali che regolano e limitano i comportamenti individuali. Robert Merton aggiunge un qualcosa in più alla teoria del sociologo francese: l'anomia riscontrata nei soggetti considerati devianti dipende dagli obiettivi che un soggetto si prefigge e dai mezzi che ha a sua disposizione per perseguirli, sia che questi ultimi siano culturali, che sociali, che economici;
- Teoria del controllo sociale: il maggior esponente di questa particolare teoria è Travis Hirschi. In questo particolare caso non si studia ciò che porta una persona a deviare, ma cosa spinge la maggior parte della società a non farlo e quali sono i controlli a livello sociale che impediscono la violazione di norme. La teoria del controllo sociale si basa sulla capacità delle sanzioni interne ed esterne di impedire alle persone di deviare.
- Teoria della subcultura: Edwin Sutherland esplica come l'isolamento sociale di certi individui costituisca una subcultura criminale con norme e valori differenti rispetto a quelli della società istituzionalizzata. Da tale ambiente ne deriveranno per forza individui devianti, che hanno appreso comportamenti poco consoni alla società tramite la comunicazione con altre persone, che a loro volta porteranno tali deviazioni nella società dalla quale erano stati esiliati.
- Teoria dell'etichettamento: (Howard S. Becker) per capire la devianza bisogna considerare anche l'aspetto della creazione delle norme e la relativa applicazione rispetto ad una certa violazione. Una persona considerata deviata sarà etichettata come tale, di conseguenza tramite la mancata accettazione da parte della società e l'isolamento la reiterazione della devianza sarà ovvia.
- Teoria della scelta razionale: gli esponenti di tale tesi sostengono che la volontà dell'individuo sia determinante: una persona ha la libertà di scegliere se violare o meno la norma.

A diversa devianza corrisponde diversa sanzione. La prima differenziazione da attuare è quella tra sanzioni formali (attuata da gruppi istituzionali specializzati: legge) e sanzioni informali (coscienza personale, giudizio della società). La severità di una sanzione formale o informale sarà corrispondente alla gravità della violazione effettuata; esistono sanzioni formali - come pene pecuniarie, carcerarie, in alcuni paesi vige a tutt'oggi la pena di morte - e pene informali, come l'isolamento dalla società stessa o la più blanda maldicenza dell'individuo.

### Devianza e sessualità
All'interno degli aspetti sociali, il concetto di devianza viene utilizzato nella sessualità, spesso indicando così varie forme di perversione sessuale.
Molto cospicui sono gli studi sulla correlazione fra devianza, traumi, autolesionismo, attaccamento e abusi. Dalla letteratura psicologica e psichiatrica si evince come, al di là dei complessi profili psicologici degli interessati e delle motivazioni profonde che li possono condurre alla devianza sessuale, le pratiche di perversione sessuale sono più spesso frequenti in soggetti di tipo borderline. In particolare, l'individuo che sceglie di assoggettarsi a pratiche sessuali devianti, ad esempio di masochismo, risulta mosso da un comportamento psicologico la cui causa emotiva è, a sua volta, il senso di colpa.